# وزارت دفاع ایتالیا
وزارت دفاع ایتالیا (ایتالیایی: Ministero della Difesa) از ارگان‌های دولتی جمهوری ایتالیا است، که مسئول امور دفاعی نظامی و غیرنظامی و مدیریت نیروهای مسلح ایتالیا می‌باشد. این وزارتخانه توسط وزیر دفاع ایتالیا راهبری می‌شود. از اکتبر ۲۰۲۲ گویدو کروزتو به‌عنوان وزیر دفاع ایتالیا فعالیت می‌کند.